# Пелегрино (Катанцаро)
Пелегрино је насеље у Италији у округу Катанцаро, региону Калабрија.
Према процени из 2011. у насељу је живело 365 становника. Насеље се налази на надморској висини од 566 м.